# 犯罪者予防更生法
犯罪者予防更生法（はんざいしゃよぼうこうせいほう、昭和24年5月31日法律第142号）は、犯罪者の更生および保護観察制度の運用など再犯の予防に関する手続やそれに関する行政機関に関する日本の法律である。
2007年には本法と執行猶予者保護観察法の整理・統合を内容とする更生保護法案が提出され、第166回通常国会で成立した。更生保護法は2008年6月1日に施行され、これにより犯罪者予防更生法と執行猶予者保護観察法は廃止となった。

## 構成
- 第一章 総則（第1条・第2条）
- 第二章 更生保護の機関
  - 第一節 中央更生保護審査会（第3条 - 第11条）
  - 第二節 地方更生保護委員会（第12条 - 第17条）
  - 第三節 保護観察所等（第18条 - 第27条）
- 第三章 更生の措置
  - 第一節 仮釈放（第28条 - 第32条）
  - 第二節 保護観察（第33条 - 第42条の3）
  - 第三節 保護観察の終了等（第43条 - 第48条）
  - 第三節の二 更生緊急保護（第48条の2 - 第48条の4）
  - 第三節の三 行政手続法の適用除外（第48条の5）
  - 第四節 審査請求（第49条 - 第51条の3）
  - 第五節 雑則（第52条 - 第60条）
- 附則